# Pedro Montt
Pedro Elías Pablo Montt Montt (Santiago 29 juni, 1849 - Bremen, 16 augustus 1910) was een Chileens staatsman. Van 18 september 1906 tot zijn overlijden op 16 augustus 1910 was hij president van Chili.

## Biografie
Pedro Montt was de zoon van Manuel Montt Torres, president van Chili van 1851 tot 1861 en van Rosario Montt Goyenechea. Hij behoorde tot de machtige familie Montt.
Montt studeerde aan de Instituto Nacional en de Universiteit van Chili. In 1870 vestigde hij zich als advocaat. In 1876 werd hij in de Kamer van Afgevaardigden gekozen (tot 1900). Van 1885 tot 1886 was hij voorzitter van de Kamer van Afgevaardigden. In 1889 trad hij als minister van Financiën toe tot de regering van president Balmaceda. Desondanks koos hij tijdens de Chileense Burgeroorlog (1891) partij tegen Balmaceda en werd hij door de revolutionaire regering benoemd tot gevolmachtigd minister in Washington. In die functie droeg hij bij aan het beëindigen van een diplomatiek incident tussen de Verenigde Staten van Amerika en Chili. Aan het einde van de Chileense Burgeroorlog werden Amerikaanse matrozen van de USS Baltimore die in Valparaíso aan wal waren gegaan door een woedende menigte aangevallen nadat een van de matrozen op het portret van de Chileense nationale held Arturo Prat had gespuwd. De menigte doodde twee matrozen en verwondde nog eens 17 à 18 andere matrozen. Amerika nam de zaak hoog op en eiste excuses. Aanvankelijk wilde de Chileense regering hier niet op ingaan, maar later bedacht de nieuwe revolutionaire regering zich en was het grotendeels aan Montt te danken dat het incident werd opgelost. Die Chileense regering betaalde een bedrag van 75.000 US Dollars als schadevergoeding aan de families van de twee slachtoffers.
Kort na de oplossing van het conflict tussen de Verenigde Staten en Chili werd Montt minister van Binnenlandse Zaken onder president Jorge Montt, een familielied van Pedro. Montt ontwikkelde zich tot de onbetwiste leider van de Partido Nacional, een conservatief-liberale partij die wisselend samenwerkte met de conservatieven en de liberalen. In 1900 werd Montt in de Senaat gekozen. Hij bleef senator tot 1906.

### President
In 1901 werd hij door de conservatieve Coalición aangewezen als presidentskandidaat. Bij de presidentsverkiezingen van dat jaar werd hij echter verslagen door de kandidaat van de progressieve Alianza Liberal, Germán Riesco. Bij de verkiezingen van 1906 werd hij echter met 164 tegen 97 stemmen gekozen tot president van Chili, ditmaal echter niet namens de Coalición, maar namens de Alianza Liberal (inmiddels omgedoopt tot Unión Liberal).

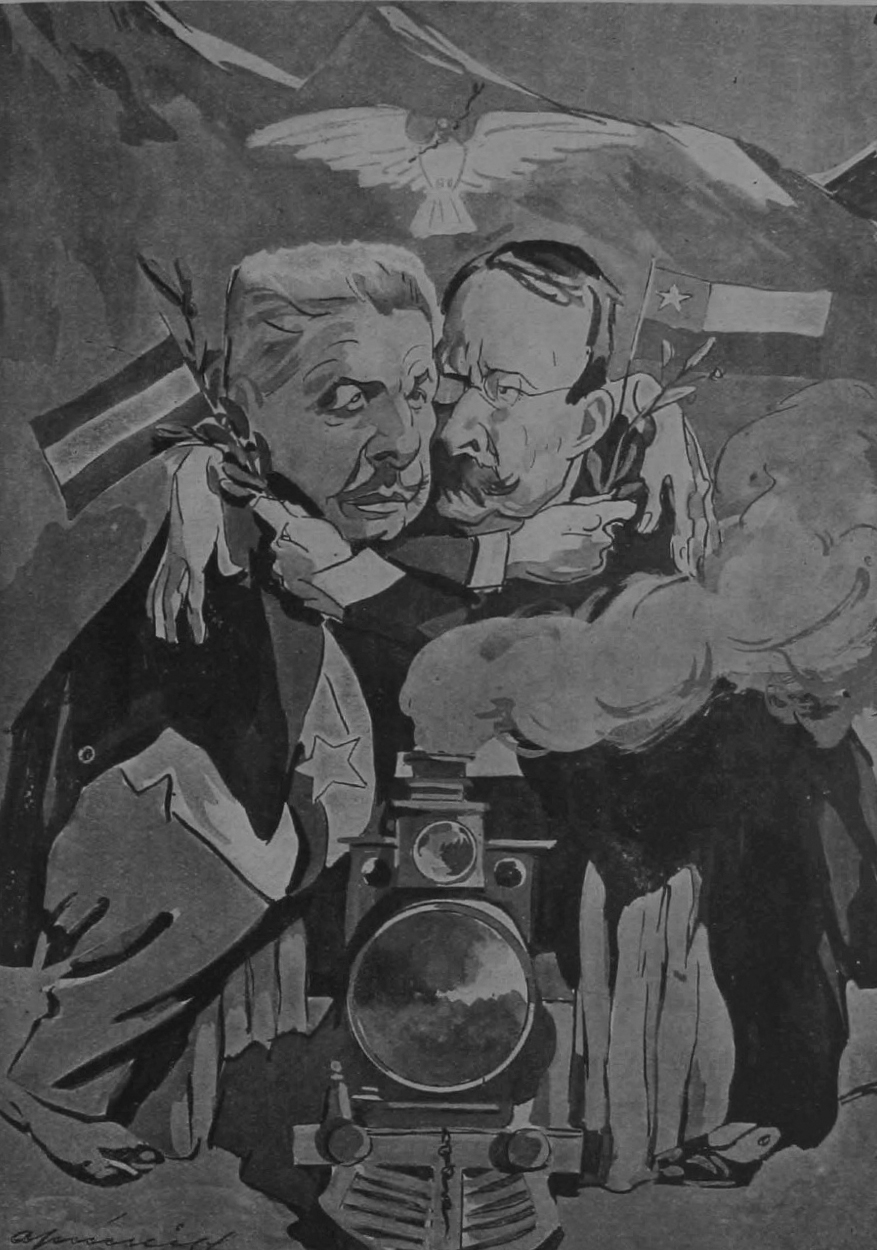
Karikatuur van president Montt en zijn Argentijnse ambtsgenoot Alcorta. Tijdens het bewind van Montt waren de betrekkingen met rivaal Argentinië goed.

Hoewel een voorstander van het parlementair stelsel zo als Chili dat sinds de burgeroorlog kende, was hij tegen de pogingen van het parlement om de macht van de president steeds verder uit te hollen. Tijdens zijn presidentschap kreeg Montt het regelmatig aan de stok met hervormingsgezinde liberalen. Een van hen was de latere liberale president Arturo Alessandri. Met enige regelmaat blokkeerde het parlement wetsvoorstellen en vertraagde de doorvoering van nieuwe wetten, dit tot ergernis van Montt.
In oktober 1906 slaagde Montt erin om een regering van nationale eenheid te vormen waarin alle belangrijke politieke partijen zitting hadden, maar deze regering kwam in de loop van 1907 ten val. Nieuwe kabinetten volgden elkaar in rap tempo op en Montt bleek evenals zijn voorgangers niet bij machte een zekere stabiliteit te creëren.
Chili werd hard getroffen door de internationale economische crisis. De aardbeving in Valparaíso, de grootste havenstad van het land, was niet bevorderlijk voor de economische situatie. Om het tij te keren steunde de regering de winning van koper en nitraat. Ook werd er geïnvesteerd in de uitbouw van het spoornetwerk.
Tijdens het presidentschap verbeterden de betrekkingen met aartsrivaal Argentinië, ook de relatie met de Verenigde Staten van Amerika verbeterde. Betrekkingen met Peru waren slecht. De reden was een territoriaal conflict. In 1909 verbrak het Peru de diplomatieke betrekkingen met Chili. De grootmacht waarmee de betrekkingen meer dan uitstekend waren, was het Verenigd Koninkrijk. Wel dreigde de Britse regering om oorlogsschepen naar Inquique te sturen als de Chileense regering niet zou zorgen voor de veiligheid van haar onderdanen (zie hieronder).

### Bloedbad in de school Santa María in Iquique

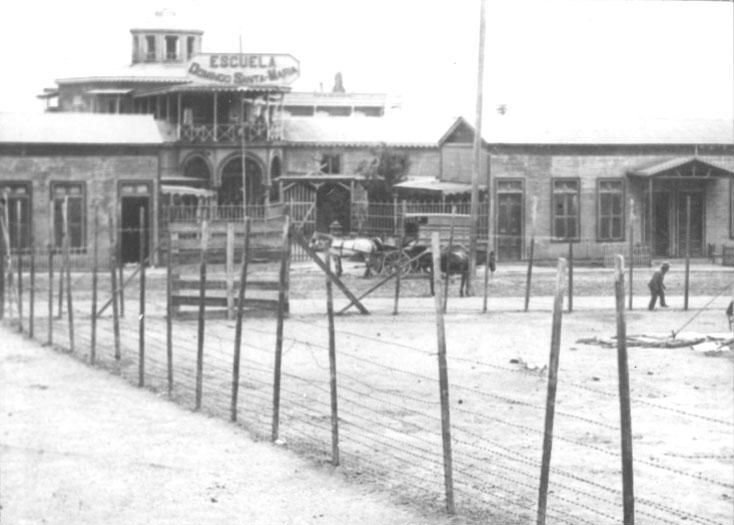
De school Santa María in Iquique

De Chileense machthebbers, onder hen president Montt, waren maar matig geïnteresseerd in de sociale kwestie. Volgens de opvattingen van de regeringselite was het uit den boze om in te grijpen in het economische leven. De sociale onrust nam onder de arbeiders toe omdat sociale wetgeving goeddeels ontbrak. Bij onderhandelingen tussen werkgevers en werknemers trokken de eersten altijd aan het langste eind. Stakingen en onlusten namen toe. In december 1907 besloten de arbeiders in de salpetermijnen in de regio Tarapacá om het werk neer te leggen om te demonstreren voor betere arbeidsomstandigheden en loonsverhoging. De eigenaars van de mijnen, meestal van Engelse afkomst, weigerden met de stakingsleiders te overleggen voordat de arbeiders weer aan het werk zouden gaan. De Chileense regering koos partij voor de mijn-eigenaren en liet de staking door het leger onderdrukken. In Iquique, waar zich tussen de tien- en vijftienduizend stakers bevonden, werden ca. 2200 mensen door mitrailleurvuur gedood bij het bloedbad in de school Santa María in Iquique. Overlevenden werden door gewapende militairen gedwongen om weer aan het werk te gaan. Leger en regering probeerden hierop de zaak in de doofpot de stoppen. Men erkende wel dat er slachtoffers waren gevallen maar gaf een aanzienlijk lager getal op: ca. 195. Bovendien beweerde het leger uit noodweer te hebben gehandeld. Om te voorkomen dat de ware toedracht aan het licht zou komen werden overlevenden geïntimideerd en geterroriseerd. Het Congres van Chili stelde een onderzoek in en de gebeurtenissen werden in 1913 in het Congres besproken, maar er werd verder geen actie ondernomen.

## Ziekte en dood
President Montt had een slechte gezondheid. Hij leed aan aderverkalking en hartritmestoornissen. In 1910 werd besloten dat hij voor behandeling naar Duitsland zou gaan. Gedurende de afwezigheid van Montt werd Elías Fernández aangewezen als waarnemend president met de titel vice-president. Op 16 augustus 1910 kwam Montt in Bremen aan. Laat die avond kreeg Montt een hartaanval in de badkamer van zijn hotelsuite en overleed ter plaatse. Op 25 augustus werd een rouwdienst gehouden in de Dom van Bremen. Zijn lichaam werd overgebracht naar Chili en aldaar begraven.

## Samenstelling kabinetten
| Ministerie (Presidentschap van Pedro Montt)  | Naam/Periode |
| -------------------------------------------- | --- |
| Binnenlandse Zaken                           | Javier Ángel Figueroa (1906) Vicente Santa Cruz Vargas (1906-1907) Luis Antonio Vergara (1907) Rafael Sotomayor Gaete (1907-1908) Javier Ángel Figueroa (1908-1909) Eduardo Charme (1909) Enrique Rodríguez (1909) Ismael Tocornal (1909-1910) Agustín Edwards (1910) Elías Fernández Albano (1910)                     |
| Buitenlandse Zaken, Eredienst en Kolonisatie | Santiago Aldunate Bascuñan (1906) Antonio Huneeus Gana (1906) Ricardo Salas Edwards (1906-1907) Federico Puga Borne (1907-1908) José Rafael Balmaceda Fernández (1908-1909) Agustín Edwards McClure (1909-1910) Luis Izquierdo Fredes (1910)                                                                            |
| Financiën                                    | José Raimundo del Río Soto Aguilar (1906) Rafael Sotomayor Gaete (1906-1907) Ramón Subercaseaux Pérez (1907) Enrique Alberto Rodríguez (1907-1908) Pedro Nicolás Montenegro Onel (1908-1909) Luis Devoto A. (1909) Joaquín Figueroa Larraín (1909) Manuel Salinas González (1909-1910) Carlos Balmaceda Saavedra (1910) |
| Oorlog en Marine                             | Belisario Prats Bello (1906) Carlos Gregorio Avalos (1906) José Francisco Fabres (1906-1907) Alejandro Lira Lira (1907) Belisario Prats Bello (1907-1908) Aníbal Rodríguez Herrera (1909) Darío Zañartu (1909) Roberto Hunneus Gana (1909) Aníbal Rodríguez Herrera (1909-1910) Carlos Larraín Claro (1910)             |
| Justitie en Openbaar Onderwijs               | Enrique Rodríguez Velásquez (1906) Ramón Escobar Escobar (1906-1907) Óscar Viel Cavero (1907-1909) Emiliano Figueroa Larraín (1909) Domingo Amunátegui Solar (1909-1911) |
| Industrie, Openbare Werken en Spoorwegen     | Eduardo Charme Fernández (1906) Carlos Gregorio Abalos Varela (1906) Anselmo Hevia Riquelme (1906-1907) Gonzalo Urrejola Unzueta (1907) Joaquín Figueroa Larraín (1907-1908) Guillermo Echavarría (1908-1909) Manuel Espinoza Jara (1909) Pedro García de la Huerta (1909) Eduardo Délano (1909-1910)                   |

## Privé
Pedro Montt trouwde op 3 januari 1881 met Sara del Campo Yávar (1855-1927). Uit dit huwelijk werden geen kinderen geboren. Sara del Campo was de eerste presidentsvrouw in de geschiedenis van Chili die regelmatig op de voorgrond trad.

## Galerij

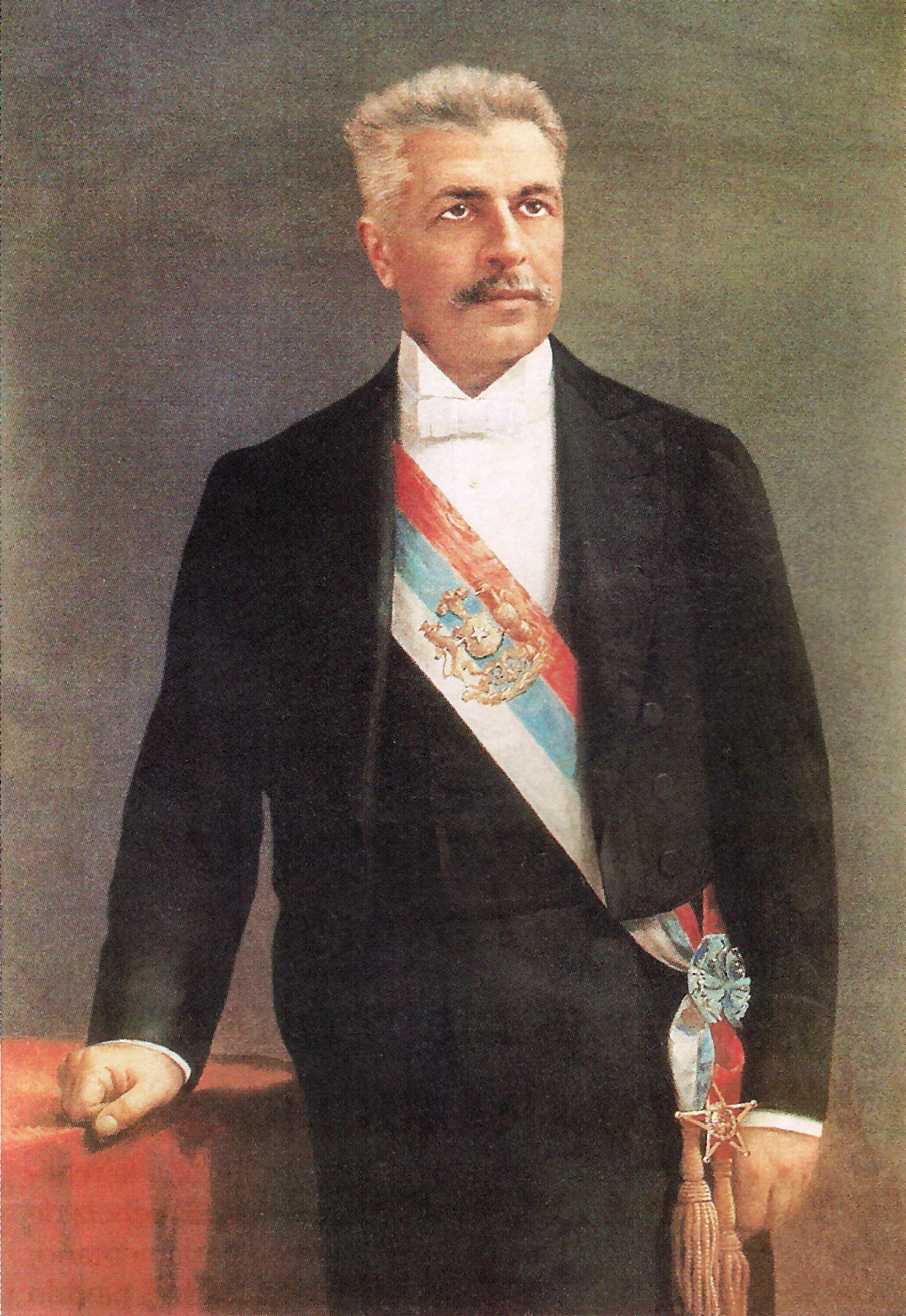
Officieel portret van president Montt
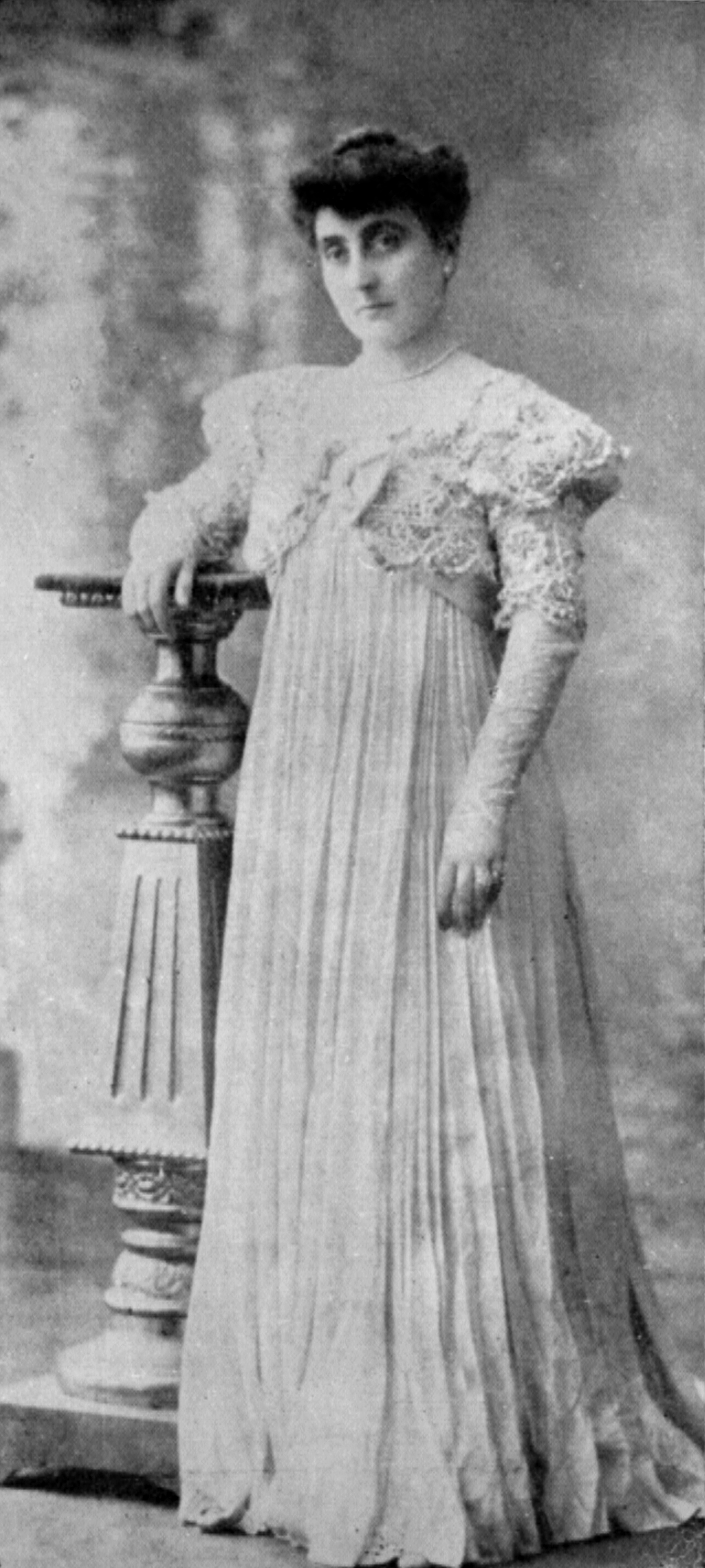
Foto van Sara de Campo Yávar
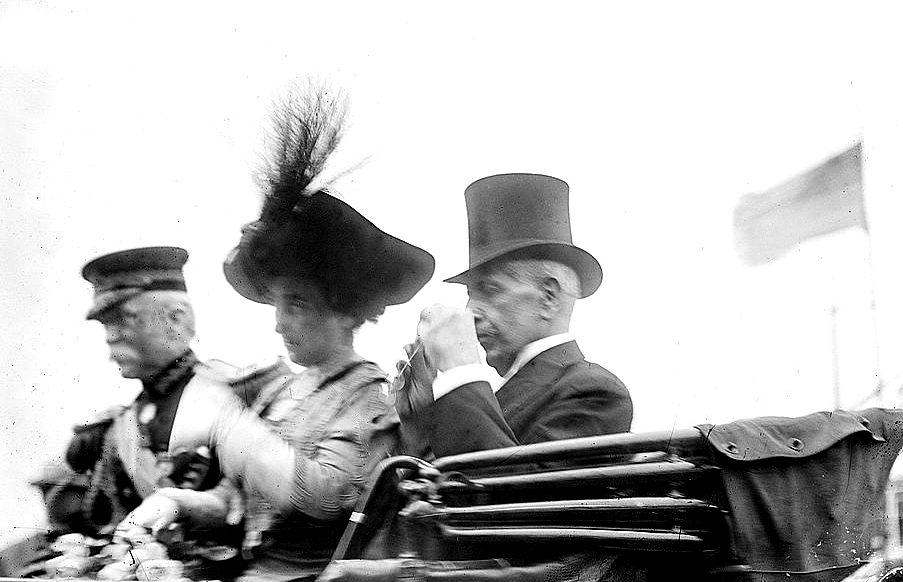
President Pedro Montt en zijn vrouw Sara del Campo